# 13 января
13 января — 13-й день года  по григорианскому календарю.
До конца года остаётся 352 дня (353 дня в високосные годы).
До 15 октября 1582 года — 13 января по юлианскому календарю, с 15 октября 1582 года — 13 января по григорианскому календарю.
В XX и XXI веках соответствует 31 декабря по юлианскому календарю.

## Праздники и памятные дни
См. также: Категория:Праздники 13 января

### Национальные
- Россия — День российской печати.
- Швеция — День святого Кнуда.
- Литва — День памяти защитников свободы (1991).
- Индия — Фестиваль Лори.

### Религиозные
Католицизм
 — Память святого Илария Пиктавийского;
 — память святого Мунго;
 — День святого Кнута в Швеции и Финляндии.
 Русская православная церковь
 — Отдание праздника Рождества Христова;
 — память преподобной Мелании Младшей (Римской) (439);
 — память священномученика Михаила Березина, пресвитера (1937);
 — память святителя Петра Могилы, митрополита Киевского (1646);
 — память святителя Досифея, митрополита Загребского, исповедника ⟨Сербия⟩ (1945);
 — память мученика Петра Троицкого (1938).

### Именины
- Католические: Иларий, Мунго.
- Православные: Вусирис, Гавдентий, Гаий, Геласий, Досифей, Ириней, Мартина, Мелания, Михаил, Нема, Олимпиодор, Пётр, Саламин.

## События
См. также: Категория:События 13 января

### До XIX века
- 1510 — в Пскове по указанию великого князя Московского Василия III был снят вечевой колокол. Конец Псковской республики.
- 1703 — в Москве вышел первый номер газеты «Ведомости». Это была первая в России газета; в 1992 году в честь этого события был учреждён День российской печати.

### XIX век
- 1813 — русские войска во главе с императором Александром I под командованием генерал-фельдмаршала М. И. Кутузова перешли Неман и, вступив в герцогство Варшавское, начали освобождение Европы от Наполеона.
- 1813 — Штурм Ленкорани русским отрядом генерал-майора П. С. Котляревского.
- 1840 — на пути из Нью-Йорка в Стонингтон[англ.] потерпел катастрофу колёсный пароход «Лексингтон». В результате возникшего на борту судна пожара погибли 140 человек[2].
- 1849 — Сражение при Чиллианвале.
- 1858 — поступила в обращение первая российская почтовая марка.
- 1872 — в России начала работу служба погоды[3]. Геофизическая обсерватория Санкт-Петербурга стала выпускать ежедневный бюллетень с прогнозами.
- 1874 — в России на смену рекрутской системе пришла всеобщая воинская повинность.
- 1898 — французский писатель Эмиль Золя послал открытое письмо (известное под названием «Я обвиняю») французскому правительству по поводу дела Дрейфуса.

### XX век
- 1915 — землетрясение близ Авеццано, Италия: 30 тысяч погибших.
- 1934 — постановлением Совнаркома СССР учреждена степень кандидата наук.
- 1935 — на плебисците в Саарской области подавляющее большинство (более 90 %) голосует за присоединение к Германии.
- 1940 — завершился героический дрейф во льдах Арктики ледокола «Георгий Седов».
- 1943 — катастрофа прототипа «Юнкерс 290» близ Сталинграда. Погибли 45 человек (преимущественно раненые немецкие солдаты) — крупнейшая авиационная катастрофа Великой Отечественной войны.
- 1944 — решением Ленгорисполкома возвращены исторические названия 20 площадям и улицам Ленинграда (в том числе Дворцовой площади и Невскому проспекту)[4].
- 1945 — Великая Отечественная война: начало Восточно-Прусской наступательной операции Советской Армии.
- 1953 — в Советском Союзе начались аресты по так называемому «делу врачей».
- 1957 — компания Wham-O начала выпуск фрисби.
- 1964 — Катастрофа B-52 над Дикой Горой.
- 1967 — военный переворот в Того.
- 1969 — в Лос-Анджелесе потерпел катастрофу самолёт Douglas DC-8-62 компании SAS, погибли 15 человек.
- 1970 — капитуляцией Биафры завершилась гражданская война в Нигерии.
- 1977
  - Катастрофа Ту-104 под Алма-Атой. 90 погибших.
  - Катастрофа DC-8 в Анкоридже, 5 погибших.
- 1982 — в реку Потомак в Вашингтоне упал самолёт Boeing 737-200 компании Air Florida, погибли 78 человек — 74 на борту и 4 на земле.
- 1990 
  - В Баку начались армянские погромы.
  - Под Первоуральском потерпел катастрофу самолёт Ту-134А, погибли 27 человек.
- 1991 — советский спецназ и группа «Альфа» взяли штурмом телебашню в Вильнюсе (погибло 13 человек). Отмечается в Литве как День защитников свободы.

### XXI век
- 2001 — землетрясение в Сальвадоре.
- 2004 — катастрофа Як-40 в Ташкенте компании Uzbekistan Airways, погибли 37 человек.
- 2007 — в Донском монастыре (Москва) захоронены останки генерала Каппеля.
- 2009 — в Латвии 27 партий и общественных организаций призвали своих сторонников прийти на Домскую площадь и поддержать идею роспуска Сейма.
- 2012 — круизный лайнер «Коста Конкордия» с 4234 людьми потерпел крушение у берегов Италии. Погибли 30 человек, двое пропали без вести[5].
- 2015 — Война в Донбассе: обстрел автобуса под Волновахой.
- 2018 — авария Boeing 737 в Трабзоне.
- 2019 — убийство Павла Адамовича, мэра Гданьска.
- 2020 — пандемия COVID-19: первый подтверждённый случай COVID-19 за пределами Китая — в Таиланде.

## Родились
См. также: Категория:Родившиеся 13 января

### До XIX века
- 1596 — Ян ван Гойен (ум. 1656), нидерландский художник-пейзажист, рисовальщик, офортист.
- 1598 — Франсуа Мансар (ум. 1666), французский архитектор, один из зачинателей традиций классицизма.

### XIX век
- 1807 — Алексей Галахов (ум. 1892), русский педагог и историк русской литературы.
- 1812 — Виктор де Лапрад (ум. 1883), французский поэт, член Французской академии.
- 1814 — Мишель Генри Годфруа (ум. 1882), министр юстиции Нидерландов, борец с антисемитизмом.
- 1826 — Яков Алхазов (ум. 1896), российский генерал, участник русско-турецкой войны 1877—1878 гг.
- 1827 — Николай Бекетов (ум. 1911), русский академик, один из основоположников физической химии и химической динамики.
- 1845 — Франсуа Феликс Тиссеран (ум. 1896), французский астроном, член Парижской академии наук.
- 1849 — Василий Образцов (ум. 1920), русский терапевт, новатор в области диагностики заболеваний.
- 1859 — Морис Палеолог (ум. 1944), французский дипломат, посол Франции в России в период Октябрьской революции.
- 1863 — Алеко Константинов (убит в 1897), болгарский писатель, журналист, общественный деятель.
- 1864 — Вильгельм Вин (ум. 1928), немецкий физик, лауреат Нобелевской премии (1911).
- 1866 — Василий Калинников (ум. 1901), русский композитор.
- 1877 — Георгий Гурджиев (ум. 1949), российский философ-мистик, писатель, композитор, путешественник.
- 1878 — Василий Шульгин (ум. 1976), российский политик, публицист, депутат II, III и IV Госдумы, участник Белого движения.
- 1880 — Василий Струминский (ум. 1967), советский историк и теоретик педагогики, историк Русской церкви.
- 1883 — Натаниэль Картмелл (ум. 1967), американский легкоатлет, чемпион и призёр летних Олимпийских игр.
- 1893 — Хаим Сутин (ум. 1943), белорусско-французский художник.
- 1896
  - Георгий Галкин (расстрелян в 1938), советский военачальник, командующий Каспийской военной флотилией.
  - Роман Гуль (ум. 1986), русский писатель, журналист, публицист, историк, критик и общественный деятель, эмигрант.
  - Николай Печковский (ум. 1966), оперный певец, народный артист РСФСР.
- 1898 — Василий Ванин (наст. фамилия Иванов; ум. 1951), актёр театра и кино, театральный режиссёр, народный артист СССР.
- 1899
  - Василий Корж (ум. 1967), командир партизанского отряда, генерал-майор, Герой Советского Союза.
  - Лев Кулешов (ум. 1970), кинорежиссёр, актёр, сценарист и теоретик кино, педагог, народный артист РСФСР.

### XX век
- 1906 — Александр Файнциммер (ум. 1982), советский кинорежиссёр.
- 1907 — Ирина Анисимова-Вульф (ум. 1972), советская актриса театра и кино, театральный режиссёр.
- 1909 — Симон Вирсаладзе (ум. 1989), театральный художник, сценограф, живописец, педагог, народный художник СССР.
- 1913 — Марк Лисянский (ум. 1993), советский поэт-песенник.
- 1922 — Валерий Фрид (ум. 1998), советский и российский драматург и киносценарист.
- 1923 — Даниил Шафран (ум. 1997), виолончелист, педагог, народный артист СССР.
- 1924
  - Ролан Пети (ум. 2011), французский танцовщик и хореограф.
  - Пауль Карл Фейерабенд (ум. 1994), австрийско-американский учёный, философ, методолог науки.
- 1927
  - Сидней Бреннер (ум. 2019), южноафриканский и британский биолог, лауреат Нобелевской премии (2002).
  - Ги Мумину (ум. 2022), французский художник комиксов и писатель.
- 1930 — Фрэнсис Стернхаген (ум. 2023), американская актриса.
- 1931 — Аркадий Вайнер (ум. 2005), советский и российский писатель, сценарист, драматург (см. братья Вайнеры).
- 1936
  - Игорь Дятлов (ум. 1959), советский спортивный турист, руководитель туристической группы, погибшей в феврале 1959 года на горе Холатчахль.
  - Владимир Писаревский, советский и российский спортивный комментатор, бывший хоккеист, тренер.
- 1937 — Ариадна Шенгелая, советская, грузинская и российская актриса театра и кино, народная артистка РФ.
- 1949 — Ракеш Шарма, первый индийский космонавт, Герой Советского Союза.
- 1954 — Алексей Глызин, советский и российский эстрадный певец, актёр, музыкант.
- 1958 — Сергей Газаров, советский и российский актёр, кинорежиссёр, сценарист и продюсер.
- 1961 — Грэм Макферсон (псевдоним Саггс), английский певец, актёр, радиоведущий, вокалист группы «Madness».
- 1966
  - Ирина Апексимова, советская и российская актриса и режиссёр театра и кино, певица, телеведущая.
  - Лео Виссер, нидерландский конькобежец, 4-кратный призёр Олимпийских игр.
  - Патрик Демпси, американский актёр кино и телевидения, автогонщик.
- 1969
  - Стефания Бельмондо, итальянская лыжница, двукратная олимпийская чемпионка (1992, 2002), 4-кратная чемпионка мира.
  - Стивен Хендри, шотландский снукерист, 7-кратный чемпион мира.
- 1970 — Марко Пантани (ум. 2004), итальянский велогонщик, победитель Тур де Франс и Джиро д’Италия 1998 года.
- 1972
  - Марк Боснич, австралийский футболист, вратарь.
  - Виталий Щербо, советский и белорусский гимнаст, 6-кратный олимпийский чемпион (1992), многократный чемпион мира и Европы.
- 1973 — Николай Хабибулин, советский и российский хоккеист, вратарь, олимпийский чемпион (1992).
- 1974 — Сергей Брылин, российский хоккеист, трёхкратный обладатель Кубка Стэнли.
- 1976 — Феликс Готтвальд, австрийский двоеборец, трёхкратный олимпийский чемпион, трёхкратный чемпион мира
- 1977 — Орландо Блум, английский актёр театра, кино и телевидения.
- 1980 — Вольфганг Лойцль, австрийский прыгун на лыжах с трамплина, олимпийский чемпион (2010), многократный чемпион мира.
- 1982
  - Гильермо Кориа, аргентинский теннисист, бывшая третья ракетка мира.
  - Рут Уилсон, английская актриса, обладательница премии «Золотой глобус».
- 1986 — Джоанни Рошетт, канадская фигуристка, призёр Олимпийских игр.
- 1987 — Марк Стаал, канадский хоккеист, защитник.
- 1988 — Милош Бикович, сербский актёр театра и кино.
- 1990 — Лиам Хемсворт, австралийский актёр.
- 1993 — Макс Уитлок, британский гимнаст, трёхкратный олимпийский чемпион.
- 1995 — Максим Мамин, российский хоккеист, двукратный обладатель Кубка Гагарина, призер молодежного чемпионата мира, призер чемпионата мира.
- 1997
  - Эган Берналь, колумбийский велогонщик, победитель «Тур де Франс» (2019).
  - Луис Диас, колумбийский футболист.
  - Коннор Макдэвид, канадский хоккеист, чемпион мира (2016).
  - Иван Проворов, российский хоккеист, призёр чемпионата мира.

## Скончались
См. также: Категория:Умершие 13 января

### До XIX века
- 86 до н. э. — Гай Марий (р. 157 до н. э.), римский полководец и политик.
- 1599 — Эдмунд Спенсер (р. ок. 1552), английский поэт.
- 1654 — Януш Кишка (р. 1586), великий гетман литовский (1646—1654).
- 1717 — Мария Сибилла Мериан (р. 1647), немецкая художница и гравёр эпохи барокко, энтомолог.

### XIX век
- 1839 — Пётр Калайдович (р. 1791), русский преподаватель словесности, лингвист, поэт.
- 1864 — Стивен Фостер (р. 1826), американский композитор, поэт-песенник и певец.
- 1869 — Павел Обухов (р. 1820), русский металлург, создатель Обуховского завода.
- 1874 — Николай Соловьёв (р. 1831), русский врач, популяризатор медицины и литературный критик.
- 1882 — Вильгельм Маузер (р. 1834), немецкий конструктор и производитель стрелкового оружия.
- 1894 — Надежда фон Мекк (р. 1831), русский меценат, подруга и покровительница П. И. Чайковского.

### XX век
- 1904 — Василий Величко (р. 1860), русский писатель, поэт, публицист, редактор.
- 1906 — Александр Попов (р. 1859), русский физик и электротехник, изобретатель в области радиосвязи.
- 1909 — Иван Забелин (р. 1820), русский историк и археолог.
- 1910 — Эндрю Джексон Дэвис (р. 1826), ясновидец и оккультист, основатель американского спиритизма.
- 1916 — Сергей Уточкин (р. 1876), пионер воздухоплавания в России.
- 1923 — Теодюль Рибо (р. 1839), французский академик, психолог и педагог.
- 1929 — Уайетт Эрп (р. 1848), страж закона и картёжник времён освоения американского Запада, получивший широкую известность благодаря книгам и кинофильмам в жанре вестерн.
- 1931 — Кальман Кандо (р. 1869), венгерский инженер, учёный-электротехник.
- 1934 — Кассиус Кулидж (р. 1844), американский художник, автор серии картин «Собаки играют в покер».
- 1941 — Джеймс Джойс (р. 1882), ирландский писатель, поэт и журналист.
- 1945
  - Сергей Бугославский (р. 1888), музыковед, композитор, историк древнерусской литературы.
  - Иван Ефремов (р. 1866), российский политик и государственный деятель.
- 1963 — Николай Смирнов-Сокольский (р. 1898), советский артист эстрады, библиограф, историк книги.
- 1966 — Михаил Багриновский (р. 1885), российский и советский композитор, дирижёр.
- 1968 — Кирилл Орловский (р. 1895), сотрудник органов Госбезопасности СССР и НКВД, в годы войны один из руководителей партизанского движения, Герой Советского Союза.
- 1974 — Сальвадор Ново (р. 1904), мексиканский поэт, прозаик, переводчик, телеведущий.
- 1978 — Морис Карем (р. 1899), бельгийский поэт.
- 1982 — Марсель Камю (р. 1912), французский режиссёр и сценарист.
- 1987
  - Игорь Ильинский (р. 1901), актёр и режиссёр театра и кино, народный артист СССР.
  - Анатолий Эфрос (р. 1925), советский режиссёр театра и кино.
- 1988 — Цзян Цзинго (р. 1910), тайваньский общественный деятель.
- 1999 — Николай Леонов (р. 1933), советский и российский писатель, популярный мастер детективного жанра.

### XXI век
- 2002 — Грегорио Фуэнтес (р. 1897), кубинский рыбак и моряк, прототип Сантьяго из повести Э. Хемингуэя «Старик и море».
- 2005 — Арутюн Акопян (р. 1918), артист эстрады, иллюзионист, актёр, народный артист СССР.
- 2006 — Арнолдс Буровс (р. 1915), советский и латвийский режиссёр, сценограф и художник-мультипликатор.
- 2007 — Борис Бугаев (р. 1923), советский военный и государственный деятель, главный маршал авиации.
- 2008 — Гедрюс Мацкявичюс (р. 1945), литовский советский и российский театральный режиссёр, заслуженный артист РФ.
- 2009 — Михаил Донской (р. 1948), российский программист, один из авторов шахматной программы «Каисса».
- 2021 — Бернд Канненберг (р. 1942), немецкий легкоатлет (спортивная ходьба), олимпийский чемпион (1972).
- 2023 — Клас Лестандер (р. 1931), шведский биатлонист, первый олимпийский чемпион по биатлону (1960).
- 2024 — Яна Главачова (р. 1938), чешская и чехословацкая актриса, театральный педагог. Заслуженная артистка Чехословакии (1985), Народная артистка Чехословакии (1988).
- 2025 — Бернд Кульман (р. 1939), немецкий (ФРГ) легкоатлет (лёгкая атлетика), олимпийский чемпион (1960).

## Народный календарь Руси
Васильев вечер. Щедрый вечер. Овсень. Васильевская коляда. Богатый вечер. Меланки. Щедруха.
- Если на Васильеву ночь на небосводе видно множество звёзд, урожай ягод будет добрым.
- Коли в эту ночь ветер дует с юга — год будет жарким и благополучным, с запада — к изобилию молока и рыбы, с востока — жди урожая фруктов[6].
- Падает мягкий снег — на урожай, а если тепло, то лето будет дождливым.
- Много пушистого инея на деревьях — к хорошему урожаю зерновых и медосбору[7].